# Carlos Grossmüller
Carlos Javier Grossmüller (Montevideo, 4 maggio 1983) è un allenatore di calcio ed ex calciatore uruguaiano, di origini tedesche, di ruolo centrocampista.
All'inizio della sua carriera era conosciuto come Carlos Grosnile.

## Carriera

### Club
Grossmüller inizia la propria carriera nelle giovanili dell'Ombu, una squadra locale di Montevideo, all'età di 5 anni.
A 17 anni inizia la carriera da professionista nella massima divisione uruguaiana con il Danubio, con cui gioca per sette anni, dal 2000 al 2007, tranne che per una breve militanza in prestito, nel 2004, nelle file del Fénix.
Nel 2007 viene ceduto allo Schalke 04, dove rimane per due stagioni (nel 2008-2009 allo Schalke 04 II), prima di essere ceduto in prestito alla sua squadra precedente, il Danubio.
Per la stagione 2010-2011 viene tesserato dalla squadra italiana del Lecce, dopo essersi svincolato dallo Schalke 04. Esordisce con il Lecce il 29 agosto 2010 nella partita persa a San Siro contro il Milan (4-0), valida per la prima giornata di Serie A. Realizza il primo gol in Serie A con la maglia giallorossa il 9 gennaio 2011, nella vittoriosa trasferta all'Olimpico contro la Lazio (1-2). Con i giallorossi ottiene la salvezza nel campionato di 2010-2011 e retrocede al termine della stagione 2011-2012. Il 20 agosto 2012 il Lecce comunica la risoluzione consensuale del contratto con il giocatore, in scadenza il 30 giugno 2013. Con la maglia dei salentini il centrocampista conta 36 presenze e 3 reti.
Terminata l'esperienza al Lecce, Grossmüller fa ritorno in patria per giocare con il Peñarol. Torna a calcare i campi da calcio uruguaiani il 2 settembre 2013, quando viene schierato titolare nella partita interna pareggiata per 1-1 contro il River Plate Montevideo. Contribuisce alla vittoria del campionato, arrivato al termine della stagione.
Nel settembre 2013 Grossmüller passa al Cerro. Esordisce in squadra il 5 ottobre successivo, subentrando a Gustavo Varela nella partita vinta per 4-2 sul campo del Sud América. Il 23 novembre 2013 segna la prima rete con il Cerro, nella sfida pareggiata per 2-2 in casa della Juventud. Resta in squadra per una stagione e mezza, totalizzando 29 presenze e 4 reti.
Nel gennaio 2015 si accorda con i peruviani dell'Universitario. L'8 febbraio debutta con la nuova maglia, trovando anche la rete che sancisce il successo casalingo per 1-0 sul León de Huánuco, sfida valida per la Copa Inca. Il successivo 1º maggio, impiegato da titolare nella partita persa per 1-0 maturata sul campo dell'Unión Comercio, esordisce nel Campeonato Descentralizado. Il 14 maggio segna la prima rete nella manifestazione, nella partita vinta per 2-0 contro l'Ayacucho.
Il 23 luglio 2015 fa ufficialmente ritorno al Danubio. Il 16 agosto successivo torna in campo in Primera División, venendo schierato da titolare nella partita vinta per 2-0 sul campo della Juventud, grazie ad una sua doppietta. Nominato capitano della squadra, dopo un lungo periodo lontano dai campi viene aggregato al resto della squadra in vista del campionato 2017.
Nel 2018 rientra al Danubio per fine prestito.
Il 16 febbraio 2021 si è trasferito al Central Español.

## Statistiche

### Presenze e reti nei club
Statistiche aggiornate al 1º gennaio 2018.
| Stagione          | Club              | Campionato        | Campionato | Campionato | Coppe nazionali | Coppe nazionali | Coppe nazionali | Coppe continentali | Coppe continentali | Coppe continentali | Supercoppe | Supercoppe | Supercoppe | Totale | Totale |
| Stagione          | Club              | Comp              | Pres       | Reti       | Comp            | Pres            | Reti            | Comp               | Pres               | Reti               | Comp       | Pres       | Reti       | Pres   | Reti   |
| ----------------- | ----------------- | ----------------- | ---------- | ---------- | --------------- | --------------- | --------------- | ------------------ | ------------------ | ------------------ | ---------- | ---------- | ---------- | ------ | ------ |
| 2002              | Danubio           | PD                | 1          | 0          | -               | -               | -               | -                  | -                  | -                  | -          | -          | -          | 1      | 0      |
| 2003              | Danubio           | PD                | 23         | 4          | -               | -               | -               | -                  | -                  | -                  | -          | -          | -          | 23     | 4      |
| gen.-set. 2004    | Danubio           | PD                | 14         | 3          | -               | -               | -               | -                  | -                  | -                  | -          | -          | -          | 14     | 3      |
| set.-dic. 2004    | Fénix             | PD                | 6          | 0          | -               | -               | -               | -                  | -                  | -                  | -          | -          | -          | 6      | 0      |
| 2005              | Danubio           | PD                | 2          | 0          | -               | -               | -               | -                  | -                  | -                  | -          | -          | -          | 2      | 0      |
| 2005-2006         | Danubio           | PD                | 19         | 3          | -               | -               | -               | -                  | -                  | -                  | -          | -          | -          | 19     | 3      |
| 2006-2007         | Danubio           | PD                | 30         | 11         | -               | -               | -               | -                  | -                  | -                  | -          | -          | -          | 30     | 11     |
| 2007-2008         | Schalke 04        | BL                | 11         | 1          | CG              | 1               | 0               | UCL                | 8                  | 0                  | -          | -          | -          | 20     | 1      |
| 2008-2009         | Schalke 04        | BL                | 2          | 0          | CG              | 0               | 0               | UCL+CU             | 0                  | 0                  | -          | -          | -          | 2      | 0      |
| Totale Schalke 04 | Totale Schalke 04 | Totale Schalke 04 | 13         | 1          |                 | 1               | 0               |                    | 8                  | 0                  |            | -          | -          | 22     | 1      |
| 2008-2009         | Schalke 04 II     | RL                | 14         | 1          | -               | -               | -               | -                  | -                  | -                  | -          | -          | -          | 14     | 1      |
| 2009-2010         | Danubio           | PD                | 23         | 5          | -               | -               | -               | -                  | -                  | -                  | -          | -          | -          | 23     | 5      |
| 2010-2011         | Lecce             | A                 | 23         | 1          | CI              | 2               | 0               | -                  | -                  | -                  | -          | -          | -          | 25     | 1      |
| 2011-2012         | Lecce             | A                 | 14         | 2          | CI              | 0               | 0               | -                  | -                  | -                  | -          | -          | -          | 14     | 2      |
| Totale Lecce      | Totale Lecce      | Totale Lecce      | 37         | 3          |                 | 2               | 0               |                    | -                  | -                  |            | -          | -          | 39     | 3      |
| 2012-2013         | Peñarol           | PD                | 15         | 0          | -               | -               | -               | CL                 | 2                  | 0                  | -          | -          | -          | 17     | 0      |
| 2013-2014         | Cerro             | PD                | 20         | 4          | -               | -               | -               | -                  | -                  | -                  | -          | -          | -          | 20     | 4      |
| 2014-gen. 2015    | Cerro             | PD                | 9          | 0          | -               | -               | -               | -                  | -                  | -                  | -          | -          | -          | 9      | 0      |
| Totale Cerro      | Totale Cerro      | Totale Cerro      | 29         | 4          |                 | ?               | ?               |                    | -                  | -                  |            | -          | -          | ?      | ?      |
| gen.-lug. 2015    | Universitario     | PD                | 8          | 1          | CP              | 9               | 2               | -                  | -                  | -                  | -          | -          | -          | 17     | 3      |
| 2015-2016         | Danubio           | PD                | 23         | 5          | -               | -               | -               | CS                 | 1                  | 0                  | -          | -          | -          | 24     | 5      |
| gen.-lug. 2017    | Danubio           | PD                | 13         | 0          | -               | -               | -               | CS                 | 1                  | 0                  | -          | -          | -          | 14     | 0      |
| Totale Danubio    | Totale Danubio    | Totale Danubio    | 148        | 31         |                 | -               | -               |                    | 2+                 | 0+                 |            | -          | -          | 150+   | 31+    |
| lug.-dic. 2017    | Sandefjord        | ES                | 12         | 3          | CN              | -               | -               | -                  | -                  | -                  | -          | -          | -          | 12     | 3      |
| Totale            | Totale            | Totale            | 294        | 47         |                 | 12+             | 2+              |                    | 12+                | 0+                 |            | -          | -          | 318+   | 49+    |

### Cronologia delle presenze in nazionale
| Cronologia completa delle presenze e delle reti in nazionale ― Uruguay | Cronologia completa delle presenze e delle reti in nazionale ― Uruguay | Cronologia completa delle presenze e delle reti in nazionale ― Uruguay | Cronologia completa delle presenze e delle reti in nazionale ― Uruguay | Cronologia completa delle presenze e delle reti in nazionale ― Uruguay | Cronologia completa delle presenze e delle reti in nazionale ― Uruguay | Cronologia completa delle presenze e delle reti in nazionale ― Uruguay | Cronologia completa delle presenze e delle reti in nazionale ― Uruguay |
| Data                                                                   | Città                                                                  | In casa                                                                | Risultato                                                              | Ospiti                                                                 | Competizione                                                           | Reti                                                                   | Note                                                                   |
| ---------------------------------------------------------------------- | ---------------------------------------------------------------------- | ---------------------------------------------------------------------- | ---------------------------------------------------------------------- | ---------------------------------------------------------------------- | ---------------------------------------------------------------------- | ---------------------------------------------------------------------- | ---------------------------------------------------------------------- |
| 15-10-2003                                                             | Chicago                                                                | Uruguay                                                                | 2 – 0                                                                  | Messico                                                                | Amichevole                                                             | -                                                                      | 68’                                                                    |
| 18-10-2006                                                             | Montevideo                                                             | Uruguay                                                                | 4 – 0                                                                  | Venezuela                                                              | Amichevole                                                             | -                                                                      | 79’                                                                    |
| 24-3-2007                                                              | Seul                                                                   | Corea del Sud                                                          | 0 – 2                                                                  | Uruguay                                                                | Amichevole                                                             | -                                                                      | 89’                                                                    |
| 12-9-2007                                                              | Johannesburg                                                           | Sudafrica                                                              | 0 – 0                                                                  | Uruguay                                                                | Amichevole                                                             | -                                                                      | 30’ 46’                                                                |
| Totale                                                                 |                                                                        | Presenze                                                               | 4                                                                      |                                                                        | Reti                                                                   | 0                                                                      |                                                                        |